# Mieczysław Horszowski
Mieczysław Horszowski (Lemberg, Imperio austrohúngaro, hoy en Ucrania, 23 de junio de 1892-Filadelfia, Pensilvania, 22 de mayo de 1993) fue un pianista polaco, naturalizado estadounidense en 1948.

## Biografía
Recibe sus primeras lecciones de piano de su madre, una alumna de Charles Mikuli (antiguo alumno de Chopin). A la edad de siete años, estudia con Teodor Leszetycki en Viena; Leszetycki había tenido de profesor al famoso pedagogo y antiguo alumno de Beethoven, Carl Czerny. En 1901, da su primer concierto público en Varsovia donde interpreta la Sonata para piano nº 1 de Beethoven y después comienza una carrera de niño prodigio en Europa y en América del Sur. En 1905, el joven Horszowski toca para Fauré y encuentra a Saint-Saëns en Niza. Tiene catorce años, en el año 1906, cuando hace su debut en el Carnegie Hall en Nueva York y después en Londres. Los encuentros felices se multiplican: con el director de orquesta Arturo Toscanini en Montevideo y sobre todo con el violonchelista Pau Casals en Milán donde da un recital; ambos músicos resultarán amigos íntimos y socios privilegiados. En 1911, Horszowski decide de retirarse del circuito pianístico para volcarse en el estudio de la literatura, de la filosofía y de la historia del arte en París. 
Pablo Casals lo incita a reanudar las actuaciones y al final de la Primera Guerra Mundial, Horszowski se instala en Milán. Durante la Segunda Guerra Mundial, abandona Europa para trasladarse a los Estados Unidos y vive en Nueva York. Al finalizar la guerra, actúa en recitales con socios como Pau Casals, Alexander Schneider, Joseph Szigeti y el Cuarteto Budapest. Aparece frecuentemente al Festival de Prades y en el Festival de Marlboro. En 1957, Horszowski da en Nueva York, en una serie de conciertos memorables, la integral de las obras para piano solo de Beethoven y en 1960, la integral de las sonatas para piano de Mozart. También es un ardiente defensor de la música de su tiempo que tocando o estrenando obras de Honegger, de Indy, Martinů, Stravinski, Szymanowski o Villa-Lobos.
Paralelamente a su carrera de concertista, enseña, a partir de 1952, en el Curtis Institute en Filadelfia, contando entre sus alumnos con Richard Goode, Anton Kuerti, Murray Perahia, Peter Serkin, Julius Eastman, Dina Koston, Steven De Groote, Kathryn Selby, Cecile Licad y Leslie Spotz. 
Horszowski continúa tocando hasta la edad de noventa y nueve años, con una carrera que habrá durado noventa años, seguramente la más larga en los anales del piano. Después de un último concierto en Filadelfia, el 31 de octubre de 1991, muere en esta ciudad, el 22 de mayo de 1993, a la edad de cien años.

## Discografía
- Schubert recital (Impromptus, Momentos musicales, sonata D.960), Bach (concierto 1052), & Mozart (concierto para piano n.º 24), 2 CD Arbiter, 2005